# ブルガログラッソ
ブルガログラッソ（伊: Bulgarograsso）は、イタリア共和国ロンバルディア州コモ県にある、人口約4,000人の基礎自治体（コムーネ）。

## 地理

### 位置・広がり
コモ県のコムーネ。県都コモから南西へ9kmの距離にある。

#### 隣接コムーネ
隣接するコムーネは以下の通り。
- アッピアーノ・ジェンティーレ
- カッシーナ・リッツァルディ
- グアンツァーテ
- ルラーテ・カッチーヴィオ
- ヴィッラ・グアルディア

### 地震分類
イタリアの地震リスク階級 (it) では、4 に分類される
。